# Suzuki DR 350
Suzuki DR 350 – motocykl enduro, produkowany od 1990 roku przez Suzuki Motor Corporation, w Polsce wprowadzony do sprzedaży od 1995. Jest on wyposażony w jednocylindrową, czterosuwową, chłodzoną powietrzem jednostkę napędową o pojemności 349ccm połączoną z 6-stopniową skrzynią biegów.
| Model                                          | DR350 | DR350 | DR350S | DR350S | DR350SE | DR350SH | DR350SH |
| ---------------------------------------------- | --- | --- | --- | --- | --- | --- | --- |
| Lata produkcji                                 | 1991-1993 | 1994 | 1990-1993 | 1994 | 1994-1999 | 1992-1993 | 1994 |
| Silnik / Układ przeniesienia napędu            | | | | | | | |
| Typ                                            | 4-suwowy, 1-cylindrowy, chłodzony powietrzem, 4-zaworowy OHC                                                                         | 4-suwowy, 1-cylindrowy, chłodzony powietrzem, 4-zaworowy OHC                                                                         | 4-suwowy, 1-cylindrowy, chłodzony powietrzem, 4-zaworowy OHC                                                                         | 4-suwowy, 1-cylindrowy, chłodzony powietrzem, 4-zaworowy OHC                                                                         | 4-suwowy, 1-cylindrowy, chłodzony powietrzem, 4-zaworowy OHC                                                                         | 4-suwowy, 1-cylindrowy, chłodzony powietrzem, 4-zaworowy OHC                                                                         | 4-suwowy, 1-cylindrowy, chłodzony powietrzem, 4-zaworowy OHC                                                                         |
| Pojemność skokowa                              | 349 cm³ | 349 cm³ | 349 cm³ | 349 cm³ | 349 cm³ | 349 cm³ | 349 cm³ |
| Średnica cylindra x Skok tłoka                 | 79,0 × 71,2 mm | 79,0 × 71,2 mm | 79,0 × 71,2 mm | 79,0 × 71,2 mm | 79,0 × 71,2 mm | 79,0 × 71,2 mm | 79,0 × 71,2 mm |
| Stopień sprężania                              | 9,5 : 1 | 9,5 : 1 | 9,5 : 1 | 9,5 : 1 | 9,5 : 1 | 9,5 : 1 | 9,5 : 1 |
| Układ olejenia                                 | Z suchą misą olejową SACS | Z suchą misą olejową SACS | Z suchą misą olejową SACS | Z suchą misą olejową SACS | Z suchą misą olejową SACS | Z suchą misą olejową SACS | Z suchą misą olejową SACS |
| Układ zasilania                                | Gaźnik Ø33mm Mikuni TM33 | Gaźnik Ø33mm Mikuni TM33 | Gaźnik Ø33mm Mikuni BST33 | Gaźnik Ø33mm Mikuni BST33 | Gaźnik Ø33mm Mikuni BST33 | Gaźnik Ø33mm Mikuni BST33 | Gaźnik Ø33mm Mikuni BST33 |
| Układ zapłonowy                                | CDI | CDI | CDI | CDI | CDI | CDI | CDI |
| Rozruch                                        | Nożny | Nożny | Nożny | Nożny | Elektryczny | Nożny | Nożny |
| Sprzęgło                                       | Wielotarczowe mokre | Wielotarczowe mokre | Wielotarczowe mokre | Wielotarczowe mokre | Wielotarczowe mokre | Wielotarczowe mokre | Wielotarczowe mokre |
| Przełożenie wstępne (silnik – skrzynia biegów) | 62/22 (2,818) | 64/20 (3,200) | 62/22 (2,818) | 64/20 (3,200) | 64/20 (3,200) | 62/22 (2,818) | 64/20 (3,200) |
| Skrzynia biegów                                | 6-biegowa | 6-biegowa | 6-biegowa | 6-biegowa | 6-biegowa | 6-biegowa | 6-biegowa |
| Przełożenie 1. biegu                           | 29/12 (2,416) | 29/12 (2,416) | 29/12 (2,416) | 29/12 (2,416) | 29/12 (2,416) | 29/12 (2,416) | 29/12 (2,416) |
| Przełożenie 2. biegu                           | 26/15 (1,733) | 26/15 (1,733) | 26/15 (1,733) | 26/15 (1,733) | 26/15 (1,733) | 26/15 (1,733) | 26/15 (1,733) |
| Przełożenie 3. biegu                           | 24/18 (1,333) | 24/18 (1,333) | 24/18 (1,333) | 24/18 (1,333) | 24/18 (1,333) | 24/18 (1,333) | 24/18 (1,333) |
| Przełożenie 4. biegu                           | 20/18 (1,111) | 20/18 (1,111) | 20/18 (1,111) | 20/18 (1,111) | 20/18 (1,111) | 20/18 (1,111) | 20/18 (1,111) |
| Przełożenie 5. biegu                           | 20/21 (0,952) | 20/21 (0,952) | 20/21 (0,952) | 20/21 (0,952) | 20/21 (0,952) | 20/21 (0,952) | 20/21 (0,952) |
| Przełożenie 6. biegu                           | 19/23 (0,826) | 19/23 (0,826) | 19/23 (0,826) | 19/23 (0,826) | 19/23 (0,826) | 19/23 (0,826) | 19/23 (0,826) |
| Napęd tylnego koła                             | #520 łańcuch O-ring | #520 łańcuch O-ring | #520 łańcuch O-ring | #520 łańcuch O-ring | #520 łańcuch O-ring | #520 łańcuch O-ring | #520 łańcuch O-ring |
| Ilość ogniw łańcucha                           | 110 Ogniw | 110 Ogniw | 108 Ogniw | 108 Ogniw | 108 Ogniw | 108 Ogniw | 108 Ogniw |
| Przełożenie napędu tylnego koła                | 47/14 (3,357) | 44/15 (2,933) | 43/14 (3,071) | 41/15 (2,733) | 41/15 (2,733) | 43/14 (3,071) | 44/15 (2,933) |
| Układ jezdny / Układ hamulcowy                 | | | | | | | |
| Masa pojazdu sucha (kg)                        | 113 kg | 113 kg | 118 kg | 118 kg | 130 kg | 124 kg | 124 kg |
| Zawieszenie przednie                           | Widelec teleskopowy, Ø 43 mm, regulacja napięcia wstępnego, regulacja tłumienia dobicia                                              | Widelec teleskopowy, Ø 43 mm, regulacja napięcia wstępnego, regulacja tłumienia dobicia                                              | Widelec teleskopowy, Ø 43 mm, regulacja napięcia wstępnego, regulacja tłumienia dobicia                                              | Widelec teleskopowy, Ø 43 mm, regulacja napięcia wstępnego, regulacja tłumienia dobicia                                              | Widelec teleskopowy, Ø 43 mm, regulacja napięcia wstępnego, regulacja tłumienia dobicia                                              | Widelec teleskopowy, Ø 41 mm, regulacja tłumienia dobicia                                                                            | Widelec teleskopowy, Ø 41 mm, regulacja tłumienia dobicia                                                                            |
| Skok przedniego zawieszenia                    | 280 mm | 280 mm | 280 mm | 280 mm | 280 mm | 270 mm | 270 mm |
| Tylne zawieszenie                              | Wahacz połączony układem dźwigniowym z elementem resorująco-amortyzującym, regulacja napięcia wstępnego, regulacja tłumienia dobicia | Wahacz połączony układem dźwigniowym z elementem resorująco-amortyzującym, regulacja napięcia wstępnego, regulacja tłumienia dobicia | Wahacz połączony układem dźwigniowym z elementem resorująco-amortyzującym, regulacja napięcia wstępnego, regulacja tłumienia dobicia | Wahacz połączony układem dźwigniowym z elementem resorująco-amortyzującym, regulacja napięcia wstępnego, regulacja tłumienia dobicia | Wahacz połączony układem dźwigniowym z elementem resorująco-amortyzującym, regulacja napięcia wstępnego, regulacja tłumienia dobicia | Wahacz połączony układem dźwigniowym z elementem resorująco-amortyzującym, regulacja napięcia wstępnego, regulacja tłumienia dobicia | Wahacz połączony układem dźwigniowym z elementem resorująco-amortyzującym, regulacja napięcia wstępnego, regulacja tłumienia dobicia |
| Skok tylnego zawieszenia                       | 280 mm | 280 mm | 280 mm | 280 mm | 280 mm | 270 mm | 270 mm |
| Kąt główki ramy                                | 62°30′ | 62°30′ | 62°30′ | 62°30′ | 62°30′ | 62°30′ | 62°30′ |
| Wyprzedzenie                                   | 118 mm | 118 mm | 115 mm | 115 mm | 115 mm | 115 mm | 115 mm |
| Przedni hamulec                                | Pojedyncza tarcza, Hydrauliczny Ø 250 mm                                                                                             | Pojedyncza tarcza, Hydrauliczny Ø 250 mm                                                                                             | Pojedyncza tarcza, Hydrauliczny Ø 250 mm                                                                                             | Pojedyncza tarcza, Hydrauliczny Ø 250 mm                                                                                             | Pojedyncza tarcza, Hydrauliczny Ø 250 mm                                                                                             | Pojedyncza tarcza, Hydrauliczny Ø 250 mm                                                                                             | Pojedyncza tarcza, Hydrauliczny Ø 250 mm                                                                                             |
| Tylny hamulec                                  | Pojedyncza tarcza, Hydrauliczny Ø 220 mm                                                                                             | Pojedyncza tarcza, Hydrauliczny Ø 220 mm                                                                                             | Pojedyncza tarcza, Hydrauliczny Ø 220 mm                                                                                             | Pojedyncza tarcza, Hydrauliczny Ø 220 mm                                                                                             | Pojedyncza tarcza, Hydrauliczny Ø 220 mm                                                                                             | Pojedyncza tarcza, Hydrauliczny Ø 220 mm                                                                                             | Pojedyncza tarcza, Hydrauliczny Ø 220 mm                                                                                             |
| Pojemność zbiornika paliwa (rezerwa)           | 9,5 l (1,8 l) | 9,5 l (1,8 l) | 9,0 l (2,0 l) | 9,0 l (2,0 l) | 9,0 l (2,0 l) | 9,0 l (2,0 l) | 9,0 l (2,0 l) |
| Pojemność układu olejenia                      | 2,1 l | 2,1 l | 2,1 l | 2,1 l | 2,1 l | 2,1 l | 2,1 l |
| Wymiary                                        | | | | | | | |
| Ilosc miejsc                                   | 1-Osobowy | 1-Osobowy | 2-Osobowy | 2-Osobowy | 2-Osobowy | 2-Osobowy | 2-Osobowy |
| Długość całkowita (mm)                         | 2165 mm | 2165 mm | 2235 mm | 2235 mm | 2235 mm | 2235 mm | 2235 mm |
| Szerokość (mm)                                 | 885 mm | 885 mm | 885 mm | 885 mm | 885 mm | 885 mm | 885 mm |
| Wysokość (mm)                                  | 1250 mm | 1250 mm | 1245 mm | 1245 mm | 1245 mm | 1245 mm | 1245 mm |
| Rozstaw osi (mm)                               | 1440 mm | 1450 mm | 1440 mm | 1450 mm | 1450 mm | 1440 mm | 1450 mm |
| Prześwit (mm)                                  | 310 mm | 310 mm | 290 mm | 290 mm | 290 mm | 280 mm | 280 mm |
| Wysokość siodła (mm)                           | 920 mm | 920 mm | 900 mm | 900 mm | 890 mm | 890 mm | 890 mm |

Źródło: